# A Đạt Lễ
A Đạt Lễ (chữ Hán: 阿達禮, tiếng Mãn: ᠠᡩᠠᠯᡳ, chuyển tả: Adali, 7 tháng 11 năm 1624 – 30 tháng 9 năm 1643) là một tông thất của triều đại nhà Thanh trong lịch sử Trung Quốc. Ông là tằng tôn của Nỗ Nhĩ Cáp Xích, từng được phong tước Đa La Quận vương nhưng vì âm mưu ủng hộ Đa Nhĩ Cổn lên ngôi mà bị cách tước và xử tử.

## Cuộc đời
A Đạt Lễ hay một số tài liệu phiên âm thành A Đạt Lý (chữ Hán: 阿達里) họ Ái Tân Giác La, sinh giờ Sửu ngày 11 tháng 9 (âm lịch) năm Thiên Mệnh thứ 9 (1624), là con trai trưởng của Dĩnh Thân vương Tát Cáp Lân – con thứ ba của Lễ Thân vương Đại Thiện. Mẹ ông là Đích phúc tấn Nạp Lạt thị, con gái của Ô Lạp Bối lặc Bố Chiếm Thái.

### Niên thiếu
Năm Sùng Đức đầu tiên (1636), Hoàng Thái Cực tiến hành phong tước vị lần đầu tiên sau khi lên ngôi hoàng đế trong đó có 7 tước vị Hòa Thạc Thân vương bao gồm Lễ Thân vương Đại Thiện, Duệ Thân vương Đa Nhĩ Cổn, Dự Thân vương Đa Đạc, Trịnh Thân vương Tế Nhĩ Cáp Lãng, Túc Thân vương Hào Cách, Dĩnh Thân vương Tát Cáp Lân và Thành Thân vương Nhạc Thác. Tuy nhiên Tát Cáp Lân đã qua đời vào đầu năm nên được truy phong tước thân vương, A Đạt Lễ được phong làm Dĩnh Quận vương. Đây là 7 tông thất có tước vị cao nhất trong suốt những năm Sùng Đức cho đến khi Hoàng Thái Cực qua đời.
Cũng như nhiều tông thất khác thời kỳ này, ông thường xuyên cùng đại quân nhà Thanh xuất quân chinh phạt ở nhiều nơi. Tháng 2 năm 1638, thiếu niên A Đạt Lễ chỉ vừa 15 tuổi lần đầu tiên theo Hoàng Thái Cực thảo phạt Khách Nhĩ Khách, Tra Khắc Đồ hãn của Khách Nhĩ Khách bỏ trốn. Tháng 5 hai năm sau lại cùng Tế Nhĩ Cáp Lãng đóng giữ ở Nghĩa Châu, nghênh đón Đa La Đặc bộ của Mông Cổ đến quy thuận, lại xuất quân đánh bại quân Minh tại Cẩm Châu và Tùng Sơn. Sau khi rút quân về triều, A Đạt Lễ được ban thưởng một con ngựa quý.

### Trận Tùng Cẩm
Năm 1641, A Đạt Lễ cùng đại quân nhà Thanh tham gia trận Tùng Cẩm. Ông theo Trịnh Thân vương Tế Nhĩ Cáp Lãng dẫn binh đóng quân ở thành Nghĩa Châu, vây khốn thành Cẩm Châu, buộc các Đài cát Mông Cổ trong thành Cẩm Châu như Nặc Mộc Tề, Ngô Ba phải đầu hàng. Tổng đốc Hồng Thừa Trù cùng Ngô Tam Quế dẫn theo 13 vạn đại quân tập kết tại Ninh Viễn, tiến quân cứu viện Cẩm Châu. Tháng 8, Hoàng Thái Cực cũng đích thân dẫn quân từ Thịnh Kinh đến, đánh chiếm khu vực giữa Tùng Sơn và Hạnh Sơn, chặt đứt đường lui của Hồng Thừa Trù, vây khốn quân đội nhà Minh ở Tùng Sơn. Ngô Tam Quế ở Hạnh Sơn bị quân Thanh truy kích, toàn quân gần như bị diệt. Chiến trận gần như ngả ngũ, Hoàng Thái Cực hồi kinh, lệnh Đa Đạc và A Đạt Lễ tiếp tục vây công.
A Đạt Lễ cùng các vương khác luân phiên vây thành Tùng Sơn, nhiều lần thắng trận, giết hơn 1400 người. Năm 1642, quân Minh tiếp tục gửi viện quân từ vùng duyên hải, quân Thanh nhanh chóng tiến đến áp sát dưới thành Tùng Sơn, tiêu diệt đoàn viện quân này. Thành bị vây khốn, lại hết quân lương, một phó tướng trong thành là Hạ Thừa Đức (夏承德) xin quy thuận nhà Thanh, giúp quân Thanh thành công vào thành. A Đạt Lễ cùng Hào Cách, Đa Đạc và La Lạc Hoành dẫn quân đánh hạ thành Tùng Sơn. Tùng Sơn thất thủ, 3000 quân Minh đầu hàng, Hồng Thừa Trù cùng nhiều tướng lĩnh khác bị bắt sống. Khi luận công ban thưởng cho chiến thắng ở thành Tùng Sơn, A Đạt Lễ được ban thưởng một yên ngựa và 90 cuộn vải may Mãng phục. Tháng 7, A Đạt Lễ được giao nhiệm vụ quản lý Lễ bộ, đứng vào hàng nghị chính. Khi Bối lặc A Ba Thái dẫn quân thảo phạt Kế Châu, A Đạt Lễ cùng Đa Đạc nhận lệnh đóng quân tại Ninh Viễn để ngăn trở quân Minh.

### Cái chết
Năm 1643, Hoàng Thái Cực qua đời, nội bộ hoàng tộc xuất hiện mâu thuẫn về người được chọn kế vị. Sau nhiều suy xét, Đa Nhĩ Cổn và Tế Nhĩ Cáp Lãng đã thống nhất việc lập Phúc Lâm lên ngôi, do hai người cùng nhau nhiếp chính. Nhưng một số tông thất không đồng tình với quyết định này. A Đạt Lễ cùng một người con trai khác của Đại Thiện là Thạc Thác ủng hộ Đa Nhĩ Cổn lên ngôi. Thạc Thác cùng anh trai Nhạc Thác vốn là con trai do nguyên phối của Đại Thiện sinh nhưng bị mẹ kế đối xử cay nghiệt. Sau khi Nỗ Nhĩ Cáp Xích biết chuyện đã chia Tương Hồng kỳ vốn do Đại Thiện quản lý cho hai anh em, Đại thiện chỉ giữ lại Chính Hồng kỳ. Ngoại trừ hai Hoàng kỳ vốn do Hoàng Thái Cực nắm giữ, hai Bạch kỳ là lực lượng của ba anh em A Tế Cách, Đa Nhĩ Cổn, Đa Đạc, chỉ còn là hai Hồng kỳ của nhà Đại Thiện, Chính Lam kỳ của Hào Cách và Tương Lam kỳ của Tế Nhĩ Cáp Lãng. Bác cháu Đa Đạt Lễ muốn dùng lực lượng của Tương Hồng kỳ ủng hộ Đa Nhĩ Cổn lên ngôi.
Chỉ 2 ngày sau khi Phúc Lâm được chọn làm người kế vị, Đại Thiện và Đa Nhĩ Cổn vạch trần sự kiện này, khép cả hai vào tội "nhiễu loạn quốc chính" rồi xử tử. Vợ của Thạc Thác và mẹ của A Đạt Lễ đều là con gái của Bố Chiếm Thái cũng bị cùng bị xử chết, gia sản bị tịch thu. Tuy nhiên, một số tài liệu đã chỉ ra nhiều điểm nghi vấn về tội danh "nhiễu loạn quốc chính" được gán cho A Đạt Lễ và Thạc Thác, cho rằng hai người chỉ là "vật hy sinh" trong cuộc chiến tranh giành quyền lực này. A Đạt Lễ bị xử tử vào ngày 18 tháng 8 (âm lịch) năm Sùng Đức thứ 8 (1643) khi chỉ mới 20 tuổi. Con trai duy nhất của ông là Đỗ Nhĩ Hồn (杜爾渾) bị đoạt đi tư cách tông thất, mãi đến những năm Khang Hi mới được ban cho Hồng đái tử, khôi phục thân phận hoàng tộc.